# عباشة
عَبَّاشَة (الاسم العلمي: Ploiaria)، جنس حشرات عالمية التوزيع من فُصيلة بقيات خيطية الأرجل (Emesinae). يشتمل الجنس حاليًا نحو 130 نوعًا موصوفًا.